# Ulidiopsis mirabilis
Ulidiopsis mirabilis är en tvåvingeart som beskrevs av Willi Hennig 1939. Ulidiopsis mirabilis ingår i släktet Ulidiopsis och familjen fläckflugor.
Artens utbredningsområde är Grekland. Inga underarter finns listade i Catalogue of Life.